# Diego García Martínez
Diego García Martínez (Guadalajara, 14 de julio de 1813-Guadalajara, 27 de julio de 1898) fue un político progresista español, alcalde de Guadalajara en 1841 y primer presidente electo de la Diputación de Guadalajara tras la Revolución de 1868.

## Biografía
Nacido en Guadalajara, era hijo de Gregorio García Tabernero y de Andrea Martínez Gutiérrez y heredero de una estirpe que dirigía política y económicamente la ciudad de Guadalajara desde las últimas décadas del siglo XVIII. Su matrimonio con Casilda Gamboa González permitió enlazar a las principales familias de la Campiña del Henares y de la Serranía de Guadalajara. Tuvieron cuatro hijos: Diego, Eduardo, Casilda y Luisa García Gamboa. Su hermano Gregorio también fue alcalde de Guadalajara entre 1861 y 1863 y presidente de la Diputación de Guadalajara entre 1886 y 1890.

### Vida política

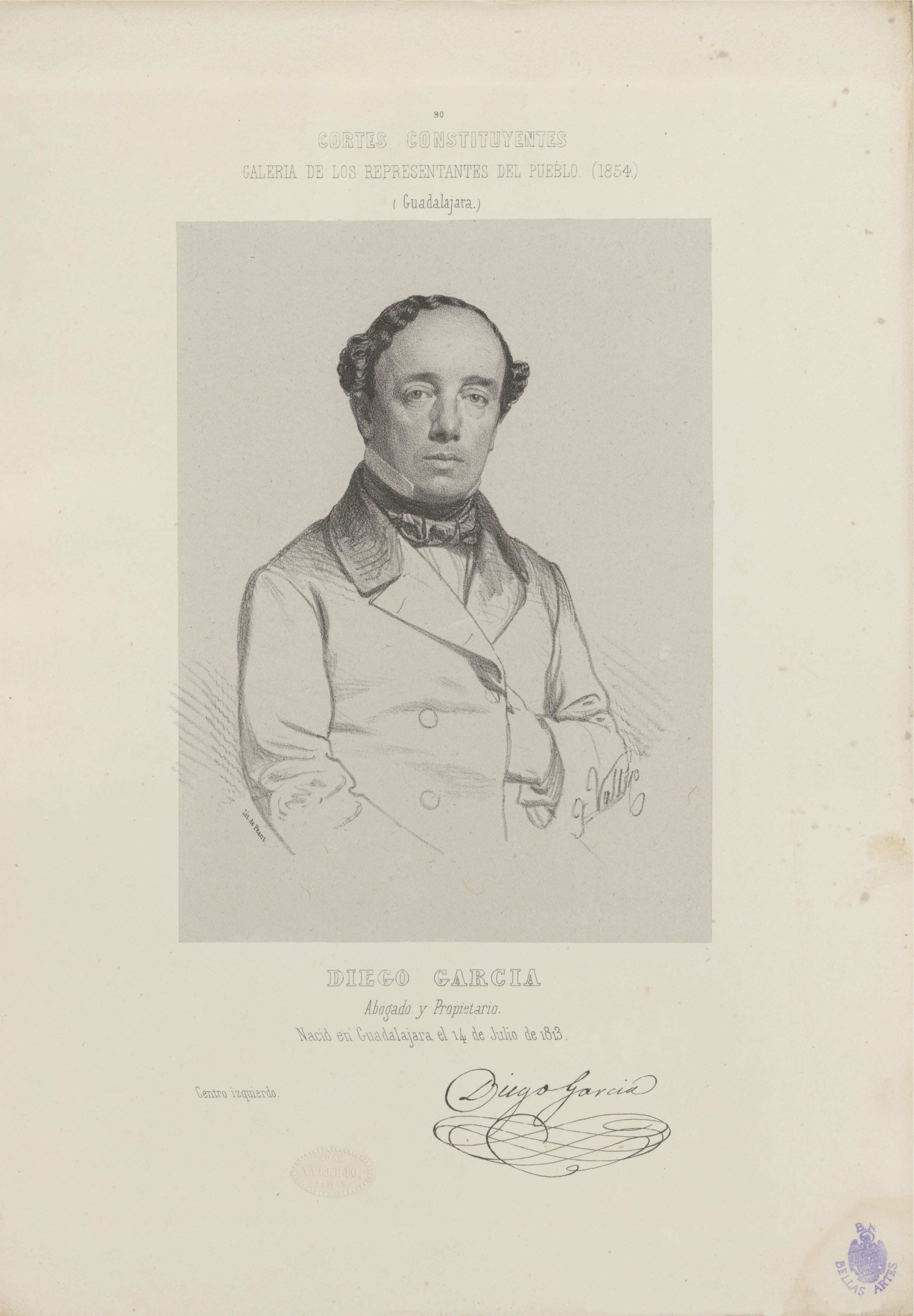
Retratado por José Vallejo hacia mediados del

Su carrera institucional comenzó de la mano de su padre, Gregorio García Tabernero. En 1841 fue elegido alcalde de Guadalajara y en 1843 formó parte de la Junta Provisional de Gobierno de la Provincia, siendo comandante de la sección de Caballería de la Milicia Nacional. Fue diputado a Cortes por el distrito de Guadalajara entre 1854 y 1856, volvió a ocupar el escaño desde el 21 de noviembre de 1863 hasta el 23 de junio de 1864.
En 1869 llegó al parlamento como representante del distrito de Guadalajara con un amplio apoyo popular: casi 25.000 votos. A partir de 1881 fue senador electivo por el Partido Liberal, ocupando desde 1886 con carácter vitalicio un escaño en la Cámara Alta. Desde el 8 de octubre de 1868 fue el primer presidente de la Diputación de Guadalajara elegido democráticamente. Además, ocupó otros muchos cargos institucionales: en 1840 pertenecía a la Junta Municipal de Beneficencia, en 1860 a la Junta Provincial de Agricultura, en 1868 a la Junta de Agricultura, Industria y Comercio de la provincia y formó parte de las Juntas Revolucionarias de 1843, 1855 y 1868.
Heredó de su padre el liderazgo del liberalismo progresista provincial y acabó su carrera política siendo jefe de filas del Partido Liberal Fusionista en Guadalajara, siempre al frente de una imbatible red caciquil que traspasó a Álvaro de Figueroa, conde de Romanones.

### Vida social y económica
Junto a su faceta institucional y política, Diego García Martínez desempeñó un papel destacado en la sociedad alcarreña de su época. Fue el promotor y primer presidente del Casino de Guadalajara, fundado en 1868, y miembro de la Junta Directiva nacional de la Liga Agraria. Abogado de profesión, fue sobre todo un importante propietario agrícola, y durante muchos años fue uno de los diez mayores contribuyentes de la provincia por imposición territorial. Tenía bodegas propias en Guadalajara y fue presidente de la Sociedad Minera Santa Casilda, empresa propietaria de alguna mina de importancia muy secundaria.
Falleció en su domicilio del número 4 de la plaza de Moreno de Guadalajara el 27 de julio de 1898.